# Brunei i olympiska sommarspelen 2016
Brunei deltog med tre deltagare vid de olympiska sommarspelen 2016 i Rio de Janeiro. Ingen av landets deltagare erövrade någon medalj.

## Badminton
| Spelare             | Gren       | Grupp                     | Grupp                        | Grupp     | Eliminering       | Kvartsfinal       | Semifinal         | Final / BM        | Final / BM       |
| Spelare             | Gren       | Motståndare Poäng         | Motståndare Poäng            | Placering | Motståndare Poäng | Motståndare Poäng | Motståndare Poäng | Motståndare Poäng | Placering        |
| ------------------- | ---------- | ------------------------- | ---------------------------- | --------- | ----------------- | ----------------- | ----------------- | ----------------- | ---------------- |
| Jaspar Yu Woon Chai | Herrsingel | Hu (HKG) L (16–21, 15–21) | Abián (ESP) L (12–21, 10–21) | 3         | Gick inte vidare  | Gick inte vidare  | Gick inte vidare  | Gick inte vidare  | Gick inte vidare |

## Friidrott
Förkortningar
- Notera– Placeringar avser endast det specifika heatet.
- Q = Tog sig vidare till nästa omgång
- q = Tog sig vidare till nästa omgång som den snabbaste förloraren eller, i fältgrenarna, genom placering utan att nå kvalgränsen
- NR = Nationellt rekord
- N/A = Omgången fanns inte i grenen
- Bye = Idrottaren behövde inte tävla i omgången

Bana och väg
| Idrottare             | Gren                | Heat     | Heat      | Kvartsfinal | Kvartsfinal | Semifinal        | Semifinal        | Final            | Final            |
| Idrottare             | Gren                | Resultat | Placering | Resultat    | Placering   | Resultat         | Placering        | Resultat         | Placering        |
| --------------------- | ------------------- | -------- | --------- | ----------- | ----------- | ---------------- | ---------------- | ---------------- | ---------------- |
| Mohamed Fakhri Ismail | Herrarnas 100 meter | 10,92    | 3 q       | 10,95       | 9           | Gick inte vidare | Gick inte vidare | Gick inte vidare | Gick inte vidare |
| Maizurah Abdul Rahim  | Damernas 200 meter  | i.u.     | i.u.      | 28,02 PB    | 8           | Gick inte vidare | Gick inte vidare | Gick inte vidare | Gick inte vidare |